# Brauerei Winger
Die Brauerei Winger war eine österreichische Brauerei in St. Pölten. Die Vorgängerbrauerei am selben Standort bestand vom 16. Jahrhundert bis zu einem großen Stadtbrand im Jahr 1621. Bald danach wurde das Gebäude 1642 wieder errichtet, die Brauerei war nun durchgehend bis 1931 in Betrieb.

## Vorgeschichte
Erstmals erwähnt wurde eine private Brauerei in der Franziskanergasse 3, also am Standort der späteren Brauerei Winger, im Jahr 1589. Vier Jahre später ging diese Brauerei ins Eigentum der Stadt St. Pölten über und wurde 1621 bei einem großen Stadtbrand zerstört.

## Geschichte
Im Jahr 1642 wurde an derselben Stelle ein neues Gebäude errichtet und die neue Brauerei von der Stadtgemeinde verpachtet. 1699 schließlich verkaufte die Stadt das Brauhaus, das sich von nun an bis zu seinem Ende in Privatbesitz befand.
Das Unternehmensgelände wurde durch Ankäufe erheblich vergrößert, so kam 1714 die Bräuhausgasse 5 und 1717 die Bräuhausgasse 4 hinzu; eine weitere Erweiterung fiel ins Jahr 1774. Im 19. Jahrhundert hieß das Unternehmen Brauerei Fichtl, bis Franz Fichtl sein Unternehmen 1879 an Rudolf Winger verkaufte. Dieser hatte zuvor die St. Pauli-Brauerei in Hamburg geleitet. Nach seinem Tod 1886 übernahm sein Sohn Rudolf Winger das Unternehmen und stattete die Brauerei Winger, die bis dahin als Handbetrieb geführt worden war, erstmals mit Maschinen aus.
Nach der Fertigstellung eines neuen Kesselhauses verfügte die Brauerei 1896 über zwei Dampfkesselanlagen. Hergestellt wurden Lagerbier, Märzenbier nach Pilsner Art und das St. Stephansbräu nach bayrischer Art. Außer Bier produzierte der Betrieb in einer Eisfabrik Eis und in weiteren angeschlossenen Produktionsstätten Sodawasser (Ruwin) und Limonaden (Ruwinkracherl) her.
1931 musste in Folge der Wirtschaftskrise der Betrieb eingestellt werden, die Brauerei wurde von der Österreichischen Brau AG übernommen und in ein Auslieferungslager der Brau AG umfunktioniert.

## Seit Betriebsende
Im Zweiten Weltkrieg wurde das Sudhaus 1945 durch Bombentreffer schwer beschädigt und um 1955 schließlich abgetragen. Bis heute sind nur die Anlagen im Anschluss an das Franziskanerkloster zwischen Franziskanergasse und Bräuhausgasse erhalten geblieben. Diese Gebäude haben zwei bis drei Geschoße und beheimateten die Darre, die Sodawassererzeugung sowie die Verwaltung. Die Wohnung des Fabrikbesitzers befand sich – neben dem Braugasthof – in der Franziskanergasse 3.